# Compoziția ilogică
Compoziția ilogică se comite atunci când se face asumpția că întregul are o proprietate doar pentru faptul că unele sau toate componentele sale au acea proprietate.

## Logica
Unele sau toate părțile întregului O au proprietatea P.
Prin urmare, O are proprietatea P.
(Unde P este o proprietate ce nu se poate distribui la întreg)

## Explicație
Unele proprietăți sunt de așa natură încât dacă toate părțile întregului au acea proprietate, atunci întregul de asemenea are acea proprietate - de exemplu: vizibilitatea cu ochiul liber. Totuși, nu toate proprietățile sunt ca aceasta - de exemplu: invizibilitatea cu ochiul liber. Astfel dacă se trage concluzia că întregul are anumite caracteristici datorită faptului că parțile care-l constituie au acele caracteristici și nu se furnizează o justificare corectă pentru acea inferență, atunci concluzia este eronată. Simplul fapt că părțile au o caracteristică nu garantează în mod necesar că și întregul are acea caracteristică.
Adesea această eroare logică este confundată cu generalizarea pripită în care se face un raționament greșit plecând de la o afirmație privind un exemplu și ajungându-se la o afirmație despre mulțimea din care a fost extras exemplul.
Compoziția ilogică este opusul diviziunii ilogice.

## Exemple
- Atomii nu sunt vizibili ochiului liber

Oamenii sunt făcuți din atomi.
Rezultă că oamenii nu sunt vizibili ochiului liber.
- Această piesă de metal nu poate fi distrusă cu ciocanul, rezultă că nici mașina din care face parte piesa nu poate fi distrusă cu ciocanul.

- "Fiecare jucător din echipă este un superstar, deci echipa este foarte tare." Asta poate să fie eronat, deoarece e posibil ca superstarurile să nu joace bine împreună, rezultând o echipă care să nu fie la nivelul așteptărilor.

- Sodiul (Na) și clorul (Cl) sunt ambele periculoase pentru om. Rezultă că orice combinație de sodiu și clor este periculoasă pentru om. Sarea (NaCl) totuși e necesară organismului uman.